# Црногорско држављанство
Држављанство Црне Горе је држављанство Црне Горе. Држављанство Црне Горе је установљено Уставом Црне Горе (члан 12.), а уређено је посебним Законом о црногорском држављанству, који је усвојен 14. фебруара 2008. године у Скупштини Црне Горе, а објављен је 26. фебруара исте године у Службеном листу Црне Горе, бр. 13/2008. Након тога, доношено је неколико измјена и допуна, од којих је посљедња извршена 2016. године. Доношењем Закона о црногорском држављанству из 2008. године престао је да важи претходни Закон о црногорском држављанству из 1999. године.

## Законске одредбе
Чланом 4. важећег Закона о црногорском држављанству прописано је да се држављанство Црне Горе стиче по четири основе: поријеклом, рођењем на подручју Црне Горе, пријемом или по међудржавним уговорима и споразумима. Чланом 19. прописано је губљење држављанства Црне Горе, по три основе: на захтјев самог држављанина, по сили закона или по међудржавним уговорима и споразумима. Законским одредбама прописане су разне појединости које се односе на стицање и губљење држављанства Црне Горе.

## Двојно држављанство
Важећи Закон о црногорском држављанству у члану 18. предвиђа могућност установљавања двојног држављанства, путем склапања међудржавног уговора између Црне Горе и друге државе, уз поштовање узајамности. Између Црне Горе и Србије не постоји међудржавни уговор о двојном држављанству.